# 巴登豪森
巴登豪森（德語：Badenhausen，發音：[baːdn̩ˈhaʊzn̩]）是德国下萨克森州曾经的一个市镇，面积7.41平方千米，人口为人。2013年3月1日，巴登豪森所属的哈茨山区巴特格伦德集合市镇解散，其与另外3个成员市镇并入市镇巴特格伦德。